# Монтье-ан-Де (аббатство)

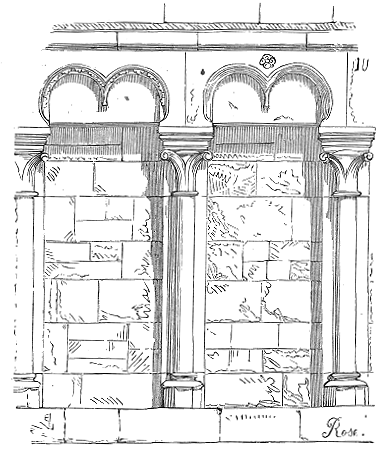
Каролингская внешняя отделка церкви аббатства, гравюра Viollet-le-Duc, 1856

Аббатство Монтье-ан-Де (фр. Montier-en-Der), расположенное в Верхней Марне, Франция — ранее бенедиктинское аббатство, позднее переданное аббатству Клюни. Было распущенным во время Французской революции, территория и помещения которого, начиная с 1806 года, использовались в качестве французского национального конного завода.

## Монастырь
Монастырь был основан примерно в 670 году в глубоком дубовом лесу на берегу реки Вуар, в месте, которое сначала носило галло-римское название Puteolus («маленький колодец») в епархии Шалон-сюр-Марн. Место, которое должно было стать аристократической галло-римской виллой (об этом можно судить по качеству диптиха из слоновой кости, найденного на месте в наше время), находилось в то время в приграничных районах Шампани к северу от Бургундии и к западу от Лотарингии. Основателем монастыря был монах Берхарий (Berchaire), позже канонизированный; Обширный участок, который был частью наследства Берхария, находился в лесу Де; монастырь позднее стал именоваться Монтье-ан-Де, название которого также стало относиться к коммуне, которая выросла вокруг этого важного аббатства.

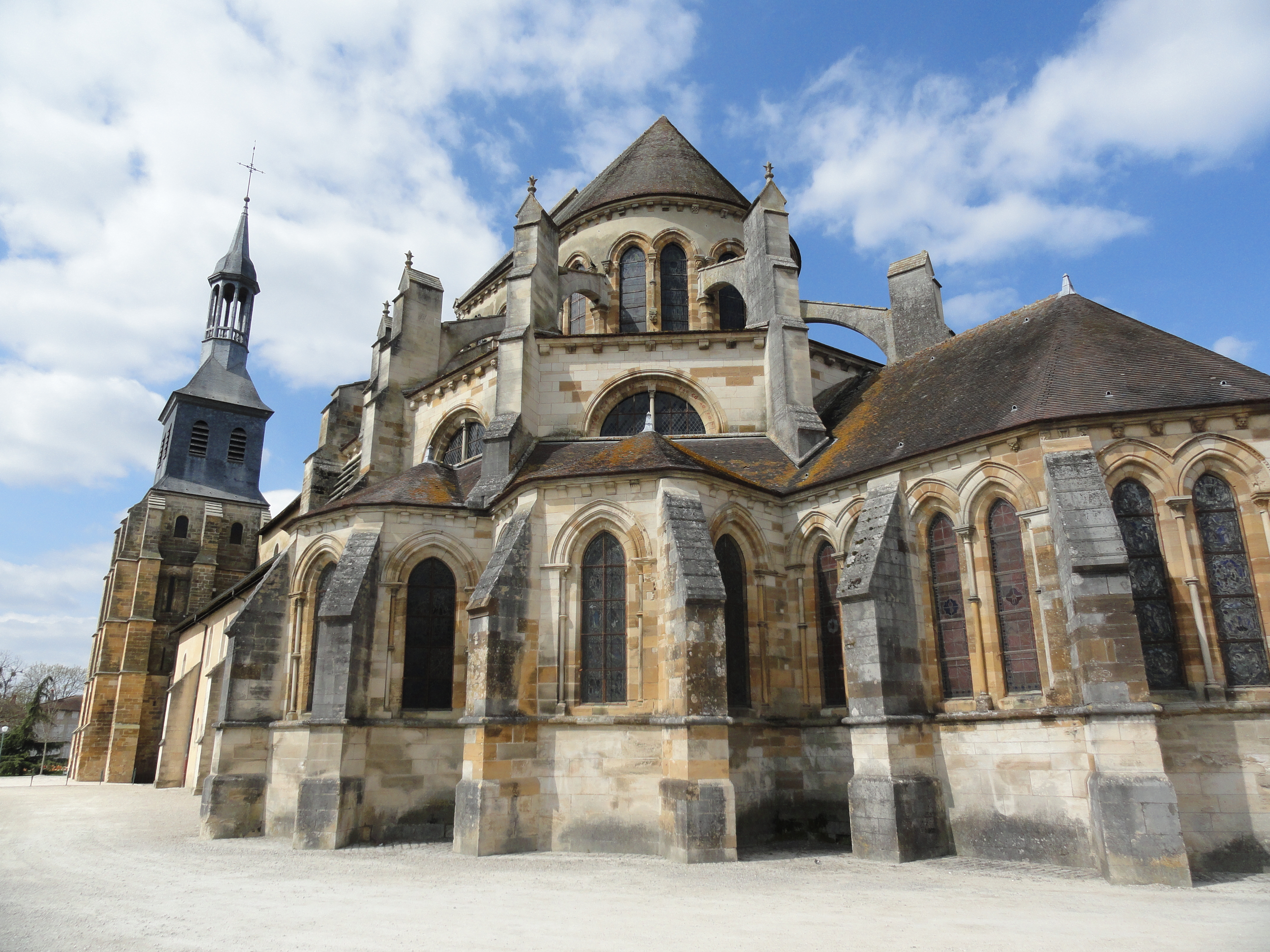
Церковь аббатства Сен-Пьер и Сен-Поль

VIII век стал временем затмения для этой монашеской общины, и когда монастырь вновь возник в IX веке, он стал собственностью Каролингов, переданная Людовиком Благочестивым епископу Реймскому, и он служил пристанищем каноникам, а не монахам. Возвращение монахов было совершено настоятелем Хауто (827).
В начале X века монахи были вынуждены бежать от атак викингов. Они вернулись на прежнее место к 930-м годам, когда Монтье-ан-Де принял реформу Горез, установленную аббатством Сен-Эвр, Туль; спустя несколько лет Монтье-ан-Де принял реформу Клюни.

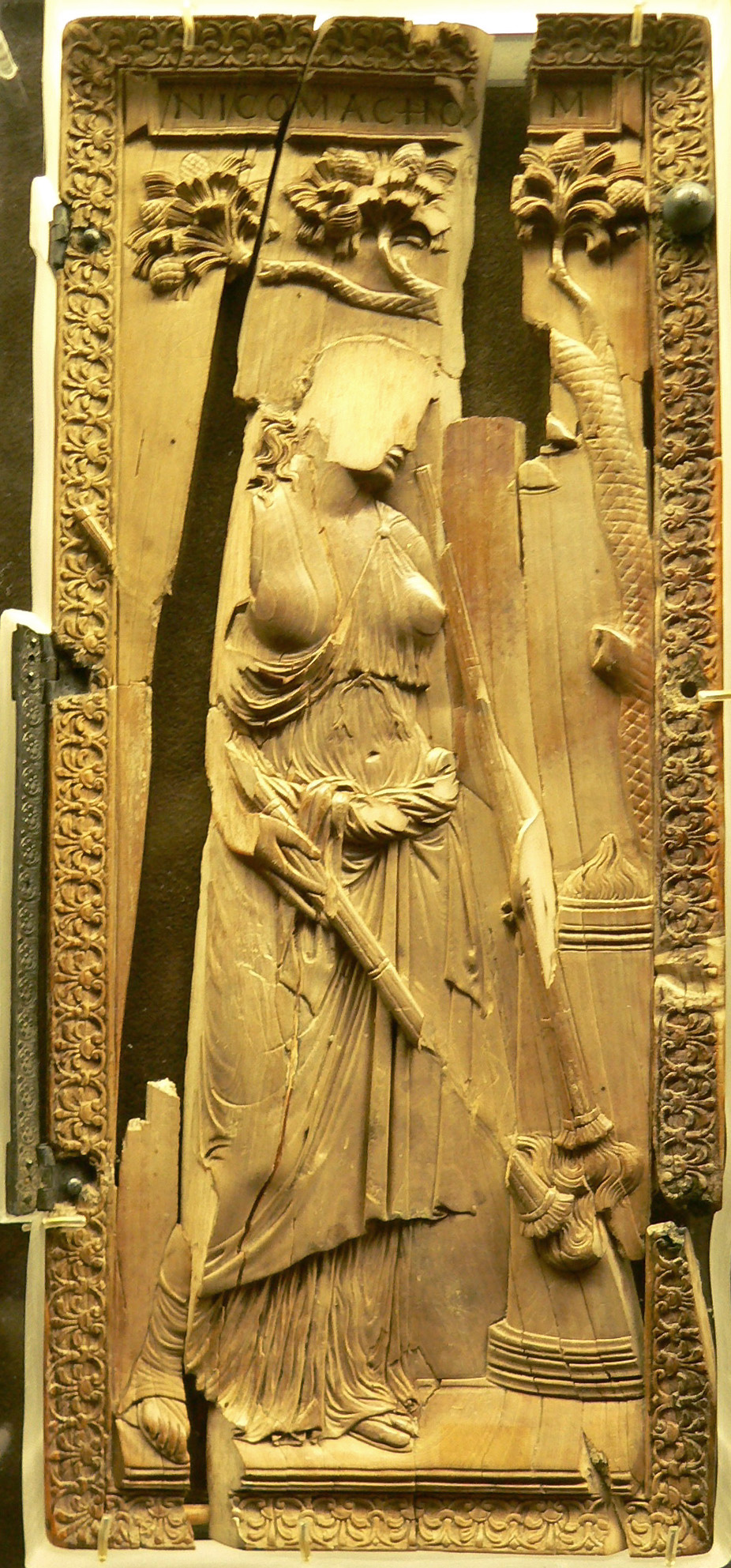
Диптих цвета слоновой кости в классическом стиле, отражает празднование свадьбы, связывающую Симмачи и Никомати около 400; был найден испорченным и брошенным в колодец в Монтье-ан-Де (Музей де Клюни)

К концу века стареющие здания были заменены; аббат Адсо (960-92) приступил к восстановлению разрушенной церкви в камне; в 998 году она была освящена. Суровый каролингско-романский неф контрастирует с готическим хором, освещенным витражами XVI века. Церковь аббатства сохранила свою деревянную крышу XVI века, напоминая посетителю, что не все церкви были снабжены каменными сводами. Присутствовал и раннеготический хор XII и XIII веков.
Собор Монтье-ан-Дер, построенный в 1120-х годах в период расцвета и богатства монастыря, является важнейшим источником информации для составления истории западной Франкии; среди подлинных документов есть и ряд подделок, которые одинаково интересны для изучения современными историками. В хартиях содержится информация о папах, королях и графах, об усадебных постройках и обязанностях крестьянских арендаторов, а также о монашеской реформе.
Во время Религиозных войн Монтье-ан-Де руководил двенадцатью монастырями, и аббатство было одним из основных преимуществ стратегии Шарля, кардинала Лотарингии, который осуществлял сеньорские полномочия над двадцатью одним селением в округе.

## Национальный конный завод
Аббатство было секуляризировано во время Французской революции (1790); в 1806 году Наполеон основал Национальный конный завод (Le Haras National) на территории бывшего монастыря, чтобы разводить лучших лошадей для использования в кавалерийских войсках. Инфраструктура конезавода была перестроена для более современной функциональности во время Второй Империи.